# Azra Akın
Azra Akın (n. 8 decembrie 1981, Almelo, Olanda) este o actriță turcă, fotomodel aleasă în 2002 Miss Turcia și Miss World. Ea provine dintr-o familie de emigranți turci care s-au stabilit în Olanda. În 2003, Azra Akın a fost declarată câștigătoare în show-ul britanic "Reality - The Game". În prezent este actriță în Turcia, ea putând fi văzută în filmul "Albă ca Zăpada" o producție a studiourilor  "Anlat Istanbul".